# 降世神通：最後的氣宗 (第一季)
美國動畫劇集《降世神通：最後的氣宗》第一季的標題取作《第一卷：水》（英語：Book One: Water）。本劇由麥可·但丁·迪馬蒂諾和布萊恩·科尼祖克開創，並由尼克動畫工作室製作。首季於2005年2月21日在尼克儿童频道首播，並於2005年12月2日完結，共20集。該劇由扎克·泰勒·艾森、梅·惠特曼、傑克·德塞納、丹特·巴斯克、迪·布拉德利·貝克、岩松信與傑森·艾薩克斯聲演主要角色。
本季圍繞主角安和他的朋友凱塔拉和蘇卡前往北極尋找能夠教導安和凱塔拉的截水神通。在氣和牧族滅絕的一百年後，烈火王國開始對大地之國和水部部落發動一場永無止境的戰爭。現任的「神通王」安必須掌握四大元素（氣、水、土和火）才能結束戰爭。在旅途中，三人同時也被遭流放的烈火王子朱克和他的伯父兼前將軍愛和，與烈火海軍的趙海軍追殺。
本季的每一集播出時就擁有超過一百萬名觀眾收看。從2006年1月31日至同年9月19日，美國發行了五輯DVD套裝，每輯包含本季其中四集。2006年9月12日，尼克兒童頻道發行了「第一卷完整版收藏套裝」的DVD套裝，收錄本季所有集數及一張含附加內容的光牒。DVD套裝起初在區域1中發行，此區碼僅適用於北美洲的DVD播放器格式。從2007年到2009年，官方發行可在歐洲播放的區域2版本套裝。
《第一卷：水》後被改編成由奈特·沙馬蘭執導的真人電影，並於2010年7月上映，由於種種原因廣受評論家、觀眾和本劇粉絲普遍的差評。

## 集數
| 總集數 | 集數 （季） | 標題                                             | 導演          | 編劇                                                                         | 分鏡創作                                                                                | 首播日期       | 製作 代碼 |
| ------ | ----------- | ------------------------------------------------ | ------------- | ---------------------------------------------------------------------------- | --------------------------------------------------------------------------------------- | -------------- | --------- |
| 1      | 1           | 冰川中的男孩 The Boy in the Iceberg              | 戴夫·菲洛尼   | 麥可·但丁·迪馬蒂諾、布萊恩·科尼祖克、艾倫·埃斯、皮特·葛德芬格、喬許·史托博格 | 戴夫·菲洛尼、賈斯汀·瑞奇、賈恩卡洛·沃普                                                 | 2005年2月21日  | 101       |
| 2      | 2           | 神通王歸來 The Avatar Returns                    | 戴夫·菲洛尼   | 麥可·但丁·迪馬蒂諾、布萊恩·科尼祖克、艾倫·埃斯、皮特·葛德芬格、喬許·史托博格 | 戴夫·菲洛尼、克里斯·格雷姆、星川美幸、賈斯汀·瑞奇、賈恩卡洛·沃普                        | 2005年2月21日  | 102       |
| 3      | 3           | 終南山大氣寺 The Southern Air Temple             | 勞倫·麥克穆倫 | 麥可·但丁·迪馬蒂諾                                                           | 李宏、勞倫·麥克穆倫、伊森·史普丁                                                        | 2005年2月25日  | 103       |
| 4      | 4           | 京島戰士 The Warriors of Kyoshi                  | 賈恩卡洛·沃普 | 尼克·馬利斯                                                                  | 克里斯·格雷姆、小野憲史、賈恩卡洛·沃普                                                  | 2005年3月4日   | 104       |
| 5      | 5           | 奧馬舒城主 The King of Omashu                    | 安東尼·廖伊   | 約翰·奧布萊恩                                                                | 伊恩·格雷姆、安東尼·廖伊、鮑比·魯比奧                                                   | 2005年3月18日  | 105       |
| 6      | 6           | 入獄 Imprisoned                                  | 戴夫·菲洛尼   | 馬修·哈伯德                                                                  | 戴夫·菲洛尼、星川美幸、賈斯汀·瑞奇                                                      | 2005年3月25日  | 106       |
| 7      | 7           | 靈界 Winter Solstice, Part 1 - The Spirit World  | 勞倫·麥克穆倫 | 艾倫·埃斯                                                                    | 傑瑞·蘭福特、勞倫·麥克穆倫、伊森·史普丁                                                 | 2005年4月8日   | 107       |
| 8      | 8           | 神通王羅庫 Winter Solstice, Part 2 - Avatar Roku | 賈恩卡洛·沃普 | 麥可·但丁·迪馬蒂諾                                                           | 克里斯·格雷姆、小野憲史、賈恩卡洛·沃普                                                  | 2005年4月15日  | 108       |
| 9      | 9           | 禦水天書 The Waterbending Scroll                 | 安東尼·廖伊   | 約翰·奧布萊恩                                                                | 伊恩·格雷姆、布萊恩·科尼祖克、安東尼·廖伊、鮑比·魯比奧                                  | 2005年4月29日  | 109       |
| 10     | 10          | 傑特 Jet                                         | 戴夫·菲洛尼   | 詹姆斯·亞根                                                                  | 戴夫·菲洛尼、星川美幸、賈斯汀·瑞奇                                                      | 2005年5月6日   | 110       |
| 11     | 11          | 大裂谷 The Great Divide                          | 賈恩卡洛·沃普 | 約翰·奧布萊恩                                                                | 麥可·但丁·迪馬蒂諾、克里斯·格雷姆、小野憲史、賈恩卡洛·沃普                              | 2005年5月20日  | 111       |
| 12     | 12          | 風暴 The Storm                                   | 勞倫·麥克穆倫 | 艾倫·埃斯                                                                    | 傑瑞·蘭福特、勞倫·麥克穆倫、伊森·史普丁                                                 | 2005年6月3日   | 112       |
| 13     | 13          | 藍靈 The Blue Spirit                             | 戴夫·菲洛尼   | 麥可·但丁·迪馬蒂諾、布萊恩·科尼祖克                                          | 麥可·但丁·迪馬蒂諾、戴夫·菲洛尼、伊恩·格雷姆、布萊恩·科尼祖克、安東尼·廖伊、鮑比·魯比奧 | 2005年6月17日  | 113       |
| 14     | 14          | 占卜師 The Fortuneteller                         | 戴夫·菲洛尼   | 艾倫·埃斯、約翰·奧布萊恩                                                     | 戴夫·菲洛尼、伊恩·格雷姆、星川美幸、賈斯汀·瑞奇                                         | 2005年9月23日  | 114       |
| 15     | 15          | 水族的巴圖 Bato of the Water Tribe               | 賈恩卡洛·沃普 | 伊恩·威爾克斯                                                                | 克里斯·格雷姆、小野憲史、鮑比·魯比奧、賈恩卡洛·沃普                                     | 2005年10月7日  | 115       |
| 16     | 16          | 義軍 The Deserter                                | 勞倫·麥克穆倫 | 提姆·赫德里克                                                                | 丹·凱利、傑瑞·蘭福特、勞倫·麥克穆倫、伊森·史普丁                                        | 2005年10月21日 | 116       |
| 17     | 17          | 終北山大氣寺 The Northern Air Temple             | 戴夫·菲洛尼   | 伊莉莎白·韋爾奇                                                              | 戴夫·菲洛尼、伊恩·格雷姆、星川美幸、賈斯汀·瑞奇                                         | 2005年11月4日  | 117       |
| 18     | 18          | 禦水宗師 The Waterbending Master                 | 賈恩卡洛·沃普 | 麥可·但丁·迪馬蒂諾                                                           | 克里斯·格雷姆、小野憲史、鮑比·魯比奧、賈恩卡洛·沃普                                     | 2005年11月18日 | 118       |
| 19     | 19          | 北極之戰（上） The Siege of the North, Part 1    | 勞倫·麥克穆倫 | 約翰·奧布萊恩                                                                | 奧瑞斯·卡尼斯特利、丹·凱利、勞倫·麥克穆倫、伊森·史普丁                                  | 2005年12月2日  | 119       |
| 20     | 20          | 北極之戰（下） The Siege of the North, Part 2    | 戴夫·菲洛尼   | 艾倫·埃斯                                                                    | 戴夫·菲洛尼、伊恩·格雷姆、星川美幸、賈斯汀·瑞奇                                         | 2005年12月2日  | 120       |

## 角色
本季的主要角色包含由扎克·泰勒·艾森聲演的安、梅·惠特曼聲演凱塔拉、傑克·德塞納聲演蘇卡、丹特·巴斯克聲演朱克、岩松信聲演愛和和迪·布拉德利·貝克聲演的阿霸和毛毛，絕大多數都在首播集中就已登場。常設角色包括由傑森·艾薩克斯聲演的趙海軍。

## 影碟發行

### 區域1
尼克兒童頻道於2006年1月31日起在北美地區發行第一季的DVD套裝，包含五輯單碟套裝，每個光碟收錄四集。後來「第一卷完整版」於2006年9月12日發行，收錄全部20集、六張光碟與其額外的內容。

### 區域2
PAL格式的單碟卷集於2007年2月19日起發行。與最初區域1NTSC格式的DVD套裝一樣，每輯的每個光碟都收錄四集。「第一卷完整版收藏套裝」於2009年1月26日發行，收錄了本季全部20集。這些在區域2發行的套裝並未收錄區域1中的評論音軌和DVD的其它額外內容。
| 輯數   | 光碟碟數 | 收錄集數 | 發行日期      | 發行日期      | 發行日期      |
| 輯數   | 光碟碟數 | 收錄集數 | 區域1         | 區域2         | 區域4         |
| ------ | -------- | -------- | ------------- | ------------- | ------------- |
| 1      | 1        | 4        | 2006年1月31日 | 2007年2月19日 | 2007年3月15日 |
| 2      | 1        | 4        | 2006年3月28日 | 2007年6月4日  | 2007年7月5日  |
| 3      | 1        | 4        | 2006年5月30日 | 2007年9月3日  | 2008年3月13日 |
| 4      | 1        | 4        | 2006年7月18日 | 2008年2月18日 | 2008年6月19日 |
| 5      | 1        | 4        | 2006年9月19日 | 2008年5月26日 | 2009年3月5日  |
| 完整版 | 6        | 20       | 2006年9月12日 | 2009年1月26日 | 2009年6月4日  |

## 改編電影
《降世神通：最後的氣宗》（英語：The Last Airbender）是一部改編自此動畫劇集首季的真人電影，於2010年7月1日在戲院上映。本片由奈特·沙馬蘭執導。